# Wostocznyj (rejon sowiecki)
Wostocznyj (ros. Восточный) – chutor w Rosji, w Kraju Stawropolskim, w rejonie sowieckim. W 2010 liczył 1136 mieszkańców.